# Antrophyum malgassicum
Antrophyum malgassicum är en kantbräkenväxtart som beskrevs av Carl Frederik Albert Christensen. Antrophyum malgassicum ingår i släktet Antrophyum och familjen Pteridaceae. Inga underarter finns listade.